# Proprioseiopsis bremaensis
Proprioseiopsis bremaensis är en spindeldjursart som beskrevs av Moraes, Zannou och Oliveira 2007. Proprioseiopsis bremaensis ingår i släktet Proprioseiopsis och familjen Phytoseiidae. Inga underarter finns listade i Catalogue of Life.